# Giovanni Pietro Luigi Cacherano d'Osasco
Giovanni Pietro Luigi Cacherano d'Osasco di Cantarana (Asti, novembre 1740 – Torino, 7 giugno 1831) è stato un generale e nobile italiano.

## Biografia
Giovanni Pietro Luigi nacque nel novembre 1740 da Carlo, storico, e da Anna Teresa Roero di Cortanze, come membro nella nobile famiglia Cacherano. Nel 1755 entrò all'Accademia Reale di Torino, che lasciò due anni dopo.
Nel 1792 fu nominato colonnello e assegnato al reggimento provinciale di Vercelli, con cui combatté contro le truppe rivoluzionarie francesi. Pur distinguendosi, fu accusato di cattiva condotta e sospeso; si dimise nel 1794. Nel 1799 fu chiamato nel Consiglio supremo di governo e nominato maggior generale di fanteria.
Durante il governo francese sul Piemonte, si tenne in disparte e subì la confisca dei beni. Dopo la Restaurazione, fu inviato a Nizza, dove difese la città durante la guerra della settima coalizione. Il 9 luglio 1815 firmò un armistizio con il maresciallo Brune, ma l'accordo non fu ratificato e il 14 luglio lasciò il comando, tornando a Torino.
Sempre nel 1815 fu promosso generale di fanteria, e nel 1816 divenne governatore della Divisione di Nizza, incarico che mantenne fino al 1820. Morì a Torino il 7 giugno 1831.